# Paraje Zacatepec
Paraje Zacatepec es una colonia ubicada en la delegación Iztapalapa, en el oriente de la Ciudad de México.

## Localización
Colinda con las colonias de Santa Martha Acatitla, Santa María Aztahuacán, San Sebastián Tecoloxtitlán y Santiago Acahualtepec y el Cefereso de Santa Martha comúnmente conocida como Penitenciaria de Sta. Martha.
Se encuentra dividido en 2 secciones por el eje 5 y 6 sur y en colindancia con Ermita Iztapalapa, también colinda con la colonia Monte Albán que es más conocida por el hoyo ya que es una extensión de tierra que no es muy grande así como por su forma de hoyo se ganó esa reputación.

## Festividades
Se acostumbra celebrar en finales de mayo y principios de junio con feria y baile regional al patrono del lugar que es el Sagrado Corazón de Jesús.
- Datos: Q5677777